# Нампхо
Нампхо (кор.  남포 ,  南浦) — місто і порт в провінції Пхенан-Намдо, КНДР. Аванпорт Пхеньяна на Жовтому морі. Нампхо був містом прямого підпорядкування (Чікхальсі, кор. 직할시) з 1980 по 2004, однак зараз він є частиною провінції Пхенан-Намдо.
Місто розташоване за 50 кілометрів на північний захід від Пхеньяна, у гирлі річки Тедонган. У місті є розвинена промисловість, створена завдяки значним державним інвестиціям. Нампхо є центром суднобудівельної промисловості КНДР.

## Історія
Колись це було маленьке рибальське село. У 1897 місто стало відкритим для іноземної торгівлі. Нампхо став розвиватися як сучасний порт після відновлення корейської незалежності в 1945 році.

## Географія

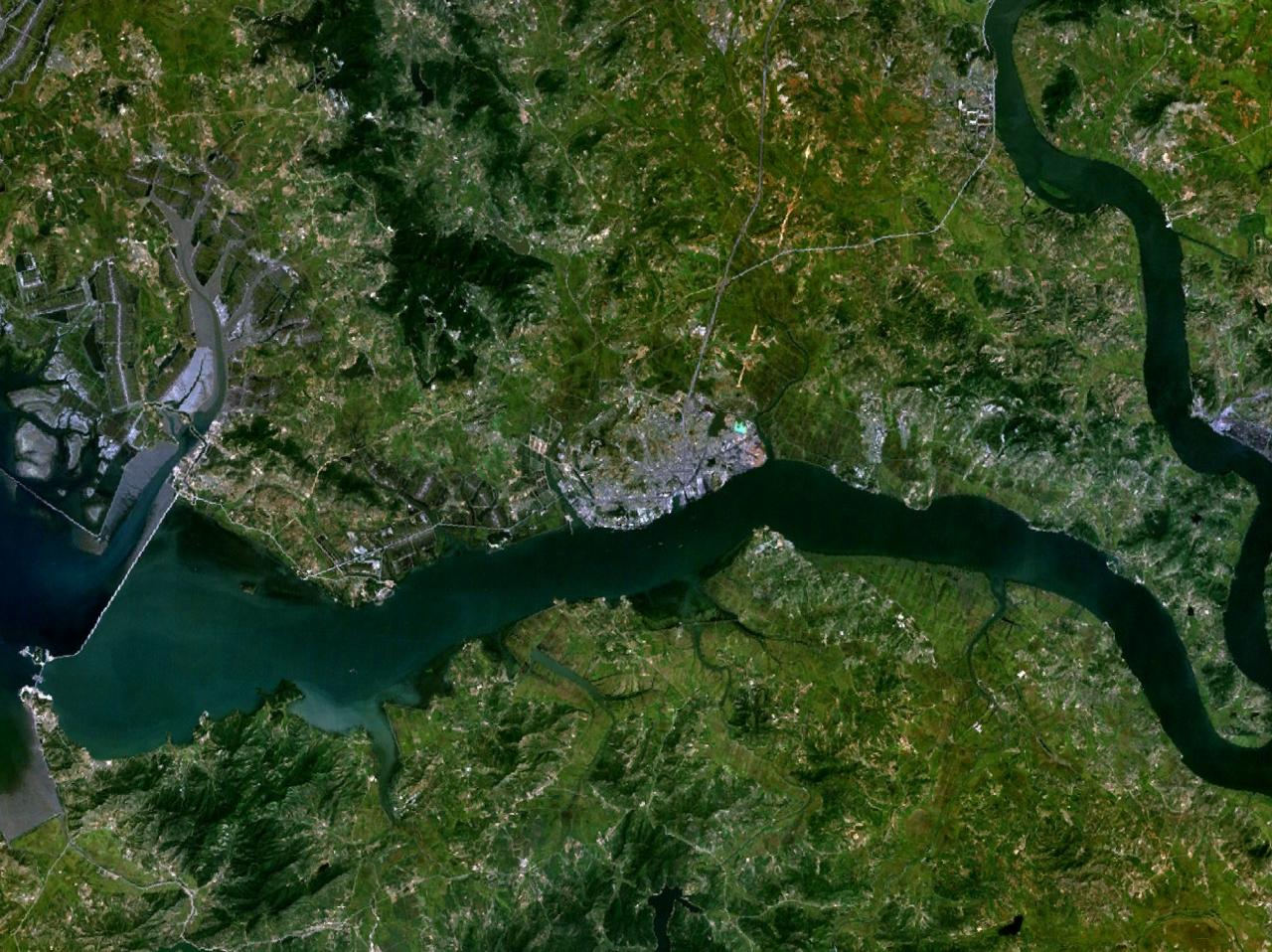
Знімок з космосу

Місто розташоване на північному березі річки Тедонган, на 15 км на схід гирла. Хоча це місце має континентальний клімат і рівнинний рельєф, сільське господарство в районі Нампхо обмежено через малу кількість опадів і нестачі води.

### Клімат
- Середньорічна температура повітря — 10,9 °C
- Відносна вологість повітря — 72,7 %
- Середня швидкість вітру — 2,7 м / с

| Клімат Канге                                                       | Клімат Канге | Клімат Канге | Клімат Канге | Клімат Канге | Клімат Канге | Клімат Канге | Клімат Канге | Клімат Канге | Клімат Канге | Клімат Канге | Клімат Канге | Клімат Канге | Клімат Канге |
| Показник                                                           | Січ.         | Лют.         | Бер.         | Квіт.        | Трав.        | Черв.        | Лип.         | Серп.        | Вер.         | Жовт.        | Лист.        | Груд.        | Рік          |
| Середня температура, °C                                            | −4,9         | −2,3         | 3,3          | 10,5         | 16,3         | 20,9         | 23,9         | 24,5         | 19,9         | 13,5         | 5,4          | −1,5         | 10,9         |
| ------------------------------------------------------------------ | ------------ | ------------ | ------------ | ------------ | ------------ | ------------ | ------------ | ------------ | ------------ | ------------ | ------------ | ------------ | ------------ |
| Джерело: Середньодобова температура повітря в Канге за даними NASA |              |              |              |              |              |              |              |              |              |              |              |              |              |

## Економіка
Промисловість Нампхо — суднобудування, кольорова металургія, машинобудування, скляні та текстильні підприємства, виробництво будматеріалів, харчова промисловість, рибальство.

## Транспорт

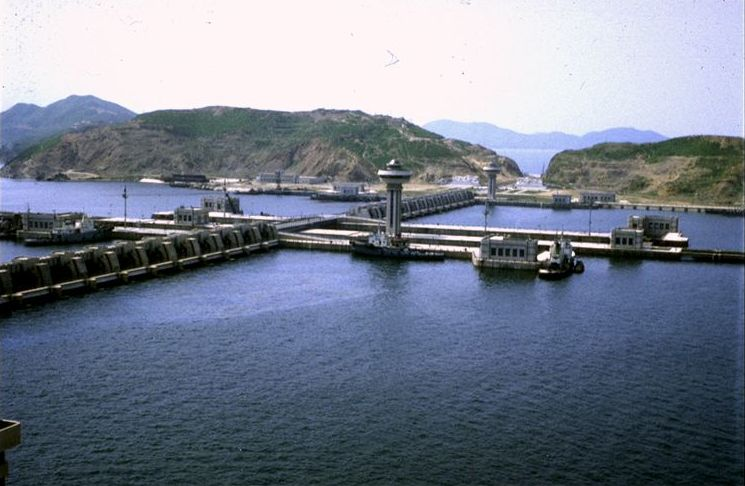
Порт (1989 рік)

Нампхо з'єднаний з Пхеньяном залізницею і автомобільною трасою. Восьмикілометрова дамба міста має три шлюзові камери, які дозволяють пропускати судна розміром до 50 000 тонн. Порт має сучасну інфраструктуру і може приймати судна до 20 000 тонн. Під час зими гавань замерзає. Нампхо є воротами Пхеньяна в Жовтому морі.

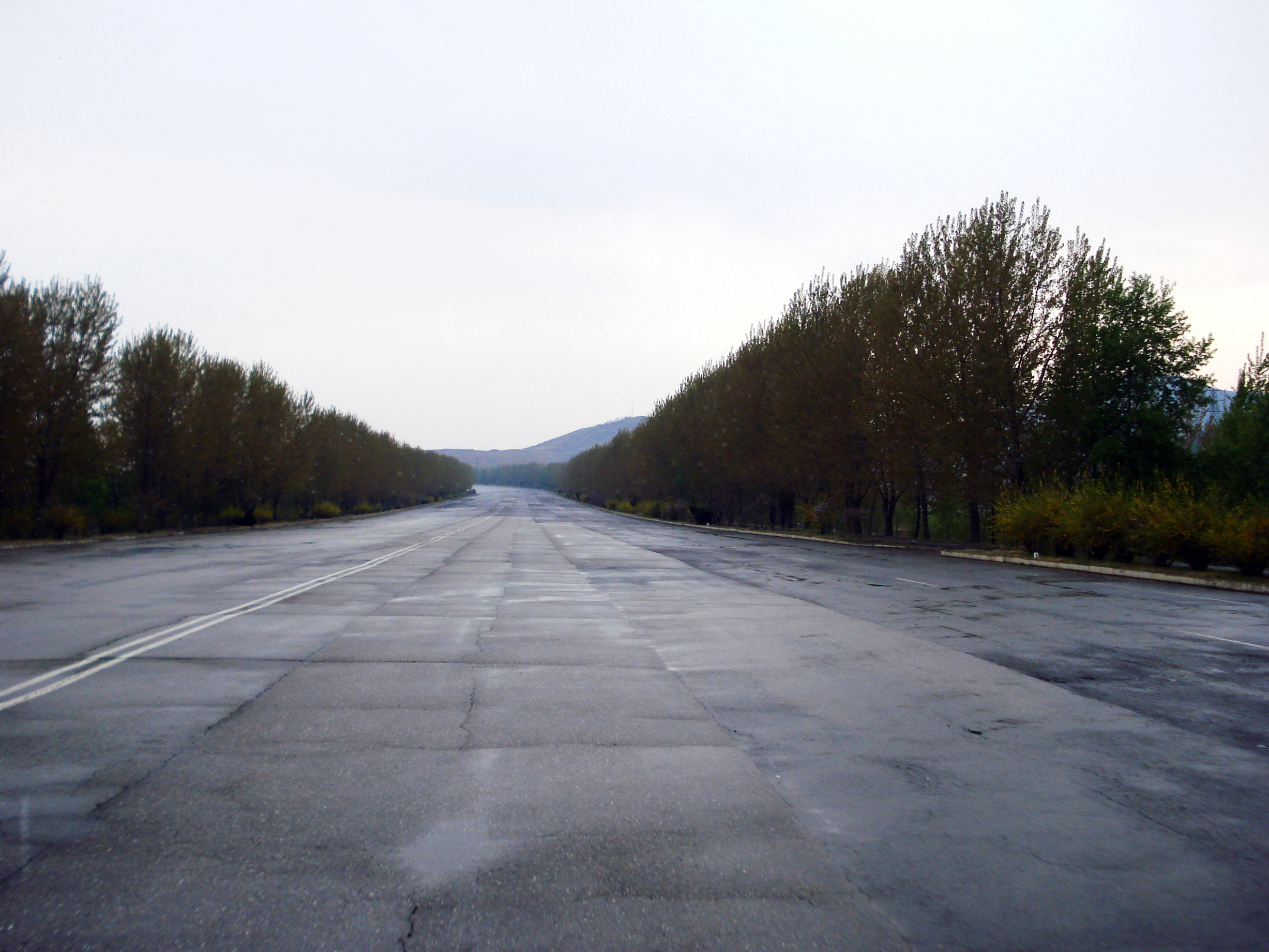
Траса, що з'єднує Нампхо з Пхеньяном